# Ras Alula
Ras Alula, sau pe numele său întreg Ras Alula Engeda, cunoscut și sub numele său de cavaler Abba Nega sau ca Wadi Qubi (în limba gî'îz:ራስ አሉላ እንግዳ, 1827 sau 1842-1897) a fost un militar și om politic etiopian, din etnia tigre. Ras Alula a fost guvernator de provincie și persoana cea mai însemnată în Imperiul Etiopian după împărat în zilele domniei lui Yohannes al IV-lea. A fost unul dintre cei mai iluștri comandanți militari etiopieni din secolul al XIX-lea, cel mai însemnat de după moartea lui 
Tewodros al II-lea. El a condus oștirile etiopiene la mai multe victorii în războaiele de apărare ale Etiopiei, mai ales la granița de nord, împotriva italienilor, a egiptenilor, și mahdiștilor din Sudan, distingându-se de pildă, în luptele de la Dogali și Adwa. Pentru etiopieni în general, și pentru poporul tigre în special, Ras Alula a devenit un erou național. Europenii l-au poreclit „Garibaldi al Abisiniei”. Doar în Eritreea este privit uneori ca un trădător, deoarece a colaborat, în cele din urmăm cu împăratul Menelik al II-lea și nu a împiedicat crearea coloniei italiene Eritreea, care a dus la divizunea poporului tigre.

## Biografie
Alula s-a născut în 1847 în satul Mennawe, la 15 mile sud de Abiy Addin, districtul Tembien din regiunea Tigray, într-o familie de țărani de condiție modestă. Tatăl său se numea Engede Eqube. Deși fiu de țăran, Alula a crescut printre copii de nobili. Aceștia și familiile lor l-au simpatizat din cauza alurii sale aristocratice, simțului umorului și firii prietenoase.
În legătură cu numele său circula la poporul tigray o binecunoscută legendă (relatată de istoricul Hagay Erlich) după care un grup de persoane ducând coșuri cu pâini la o nuntă a fost oprit de o ceată de copii condusă de viitorul Ras, care i-a întrebat unde merg. Ei au răspuns în glumă „La castelul lui Ras Alula Wadi Qubi”. De atunci, prietenii și locuitorii din Mannawe l-au poreclit „Ras Alula". Mai târziu, el a obținut cu adevărat titlul de Ras (Prinț).
La început, a slujit ca războinic la curtea lui Ras Araya Dimtsu, șeful ereditar al provinciei Enderta, și proprietarul moșiilor pe care trăia familia sa. După aceea a trecut la curtea nepotului lui Ras Araya, Dejazmatch-ul Kassa Mercha, a devenit „șambelanul și portarul” și în această calitate, mâna dreaptă a acestuia. O tradiție orală (menționată și ea de H.Erlich) povestește că tânărul Alula s-a numărat printre cei care l-au capturat pe fostul împărat Tekle Giyorgis în bătălia victorioasă a lui Kassa din 11 iulie 1871. Alula a luat parte și la lupta contra lui Wagshum Gobeze (care era cumnatul Dejazmatch-ului Kassa). În anul 1871, după triumful din aceste lupte, Kassa a fost încoronat împărat al Etiopiei sub numele de Yohannes al IV-lea.

### Luptele cu egiptenii

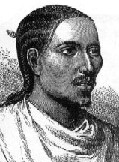
Yohannes al IV-lea, împăratul Etiopiei (nagusa nagast) (1872-1889)

La mijlocul secolului al XIX-lea, Egiptul sub conducerea viceregilor din dinastia lui Mohammad Ali a acționat în mod independent de Imperiul Otoman și a anexat portul Massawa și Sudanul de astăzi. Visul khedivului Ismail Pașa al Egiptului era fondarea unui imperiu egiptean care să cuprindă tot nord-estul Africii, inclusiv Etiopia și izvoarele Nilului. După ocuparea Massawei, egiptenii au pornit o campanie de cuceriri către sud în zona Tigray și către est spre Sultanatul Awsa al afarilor. 
Etiopienii au încercat fără succes, pe căi diplomatice,să pună capăt ostilităților și apoi, la 3 octombrie 1875, s-au declarat în stare de război cu Egiptul. Împăratul Yohannes al IV-lea a încredințat conducerea armatei colaboratorului său cel mai apropiat, Alula. În dimineața zilei de 16 noiembrie 1875, la Gondit sau Gonbat, oastea egipteană s-a confruntat prima dată cu oastea „regelui regilor". Etiopienii au reușit să-i atragă pe egipteni într-o vale îngustă și abruptă, unde ei au devenit ținte ușoare pentru tunurile postate pe dealurile din jur.
Armata egipteană și-a pierdut o treime din efective, inclusiv comandantul. Veștile despre înfrângerea egiptenilor au umilit regimul khedivului în ochii africanilor. Egiptenii au revenit în regiune după patru luni cu o armată mai bine echipată, care număra între 15,000 - 20,000 ostași. Lupta dintre taberele rivale, desfășurată în martie 1876 la Gura, a durat, de data aceasta, trei zile. În bătălia de la Gura, pierderile egiptenilor au inclus 500 de soldați morți, răniți sau capturați și 12.000 - 13.000 de puști Remington, 16 tunuri, muniții care au căzut în mâinile împăratului Yohannes etc. După victoria de la Gura, negusul a conferit lui Alula titlul nobiliar de „Turk Bașa”, paralel cu cel de pașă.

### Numirea ca guvernator

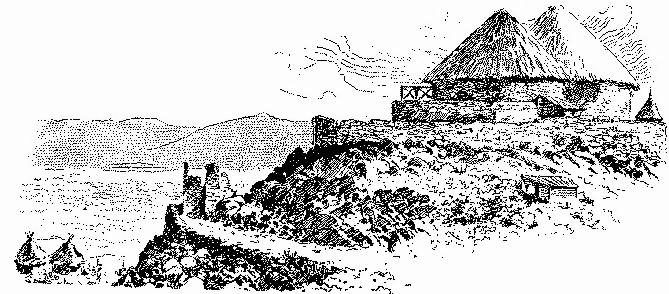
Casa lui Ras Alula la Asmara

La vârsta de 30 ani, Alula a devenit unul dintre cei mai însemnați dregători ai imperiului.
După ce a avut trei copii de la prima sa soție, Wozero B'tweta, Alula s-a despărțit de ea și s-a însurat cu Wozeru Amlesu Araya, fiica ras-ului tigre Araya Dimtsu, unchiul împăratului Yohannes. Căsătoria aceasta a avut un caracter politic, căci ea a întărit poziția lui Alula în rândurile aristocrației. A doua sa soție a murit, însă, la scurt timp după nuntă.
În anul 1879 împăratul Yohannes l-a demis pe guvernatorul provinciei  Mereb Mellash sau Midri Barhi (aflat astăzî în Eritreea ), Wolde Michael Salomon, membru al familiei imperiale, care era suspectat de colaborare cu egiptenii. Alula a fost numit în locul acestuia, primind și titlul de Ras - principe. Înlăturarea guvernatorului a contribuit la adâncirea ostilității dintre împărat și dinastia cârmuitorilor locali. Numirea lui Alula ca guvernator a fost primită și ea de aceștia ca un afront, din cauza originii sale modeste. Alula și-a stabilit reședința la Adi Teklay iar în scurt timp a pus temeliile unui nou oraș-capitală, Asmara, viitoarea capitală a Eritreei. El s-a străduit să recupereze din mâinile egiptenilor localitățile Bogos și Massawa. În vremea aceasta  nobili locali,precum Dabebe Araya (fiul lui Ras Araya Dimtsu și cumnatul lui Alula însuși și văr cu împăratul Yohannes al IV-lea) au trecut de partea egiptenilor.

### Acordul Hewett

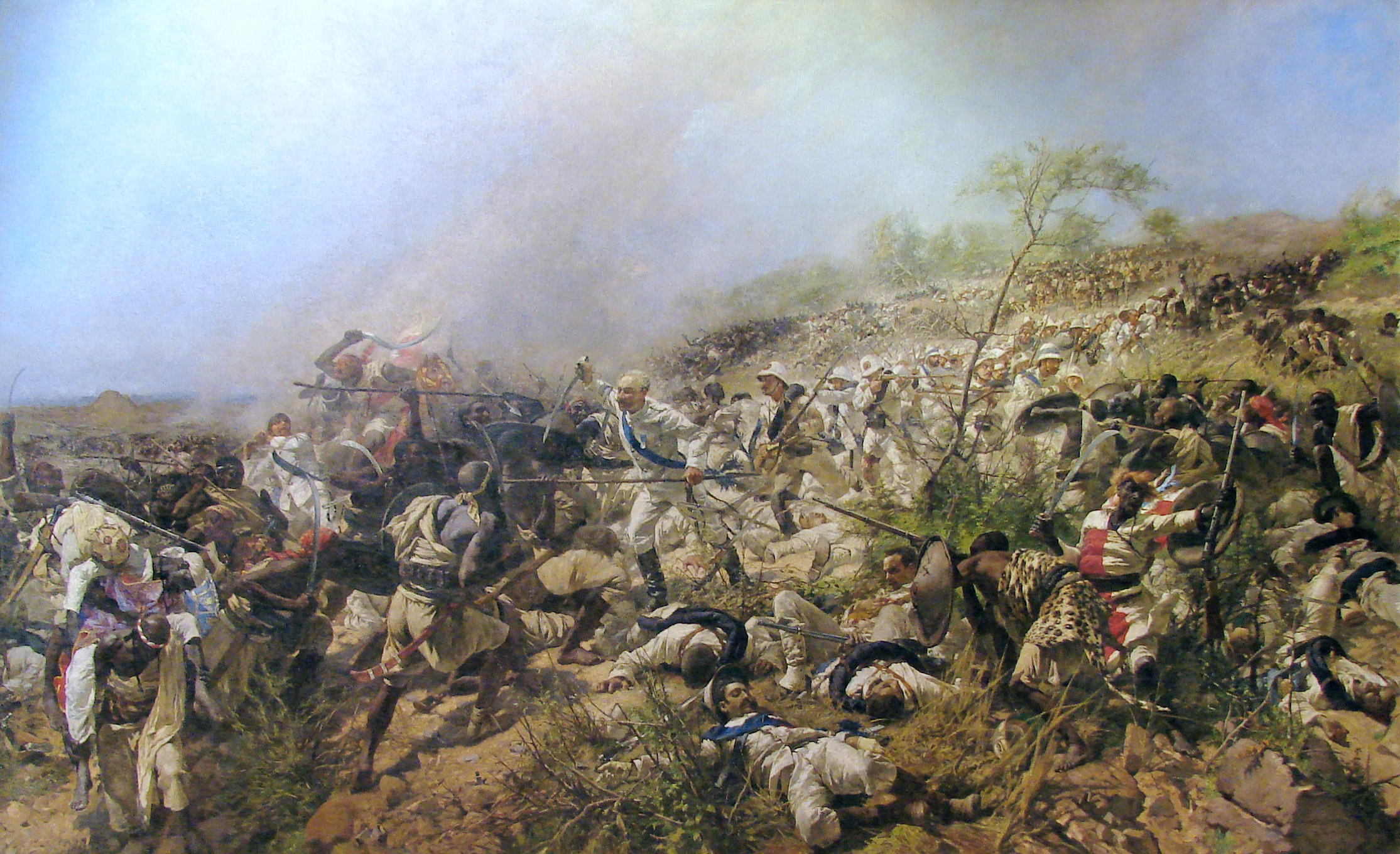
Bătălia de la Dogali, 1887, pictură de Michele Cammarano

La 3 iunie 1884, Etiopia și Marea Britanie au semnat Acordul Hewett, prin care Etiopia s-a angajat să ajute Egiptului să-și evacueze forțele din Sudanul agitat de Revolta mahdistă, în schimbul retragerii egiptenilor din Bogos (regiunea Keren) și Massawa, recunoscute ca aparținând Etiopiei și, de asemenea, al retrocedării de către englezi a localităților Kassala, Amedeb și Sanhib.
Ras Alula urma să ajute Egiptului să-și evacueze garnizoanele din Amedeb, Algeden, Keren, Ghirra și Gallabat, care fuseseră încercuite de mahdiști.
În scopul aplicării acordului Alula a început pregătirile pentru campania militară, în pofida împotrivirii unor șefi locali care nu-i acceptau autoritatea. El a înaintat spre orașul Keren, în zona Bogos, care era sub controlul mahdiștilor. În septembrie 1885, Alula l-a ocupat, iar după zece zile, s-a îndreptat spre Kufit, care era și el sub control mahdist. În această campanie era însoțit de comandantul oficial al armatei etiopiene, Fitawrari Blatta Gabro. La Kufit s-a desfășurat o luptă grea în care etiopienii au izbutit să-i învingă pe mahdiștii conduși de Osman Digna, dar cu prețul unor pierderi grele. În bătălie au căzut doi dintre generalii etiopieni - Blatta Gebru însuși și Aselafi Hagos, iar Alula a fost rănit ușor. Mahdiștii au avut circa 3.000 de morți. În urma victoriei, zona Bogos a reintrat în posesia Etiopiei. Victoria aceasta a avut un mare răsunet în regiune.
Totuși, britanicii au încălcat acordul și au permis tacit italienilor să ocupe Massawa, apoi Sahati și Zulla.
Rivalul împăratului, regele din Shewa, Menelik, a încercat în acea vreme să-i convingă pe italieni să-l ajute să-l detroneze pe Yohannes al IV-lea pentru a-i lua locul. 
Împăratul și Alula s-au simțit foarte dezamăgiți de trădarea britanicilor, mai cu seamă după ce, între timp, sultanul din Aswa, Muhammad Hanfari, vânduse localitatea Assab misionarului lazarist italian Giuseppe Sapeto, iar acesta și confrații săi o predaseră Italiei. Italienii au respins protestele Etiopiei afirmând că au nevoie de Massawa și de Assab din cauza poziției lor strategice pe înălțimi.

### Bătălia de la Dogali

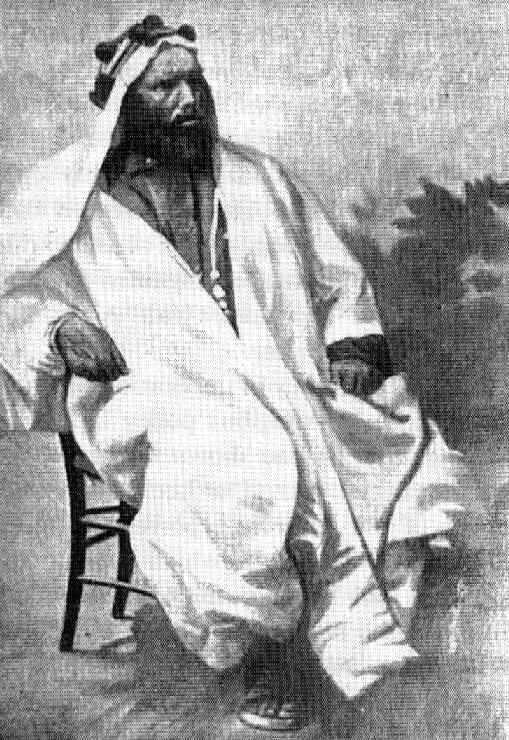
Ras Alula în 1887, îmbrăcat în straie arabe

Alula nu a acceptat pretextele italienilor și și-a pus în gând să pună capăt planurilor lor expansioniste. El a protestat contra încălcării Acordului Hewett în fața emisarului Harrison Smith, care îl însoțise pe amiralul Hewett în momentul semnării acestuia. De asemenea a ordonat arestarea inginerului conte Salimbeni și a altor italieni care lucrau în domeniul la construcția unui pod peste Nil, suspectându-i de spionaj.De asemenea, i-a avertizat pe generalul Gené, pe Marcopolo Bey, guvernatorul italian al Massawei și pe consulul Sumagn al Franței, amenințând că dacă italienii nu vor părăsi teritoriul etiopian, vor avea de suportat consecințele. Italienii au respins acest ultimatum, afirmând că ei se află la Massawa în virtutea „voinței divine”.
După ce în lupta la Kufit a barat invazia mahdistă spre Keren, Alula a mobilizat o oaste de 5000 de luptători și a raportat împăratului despre cuceririle italiene în zonă. 
În decembrie 1886 confruntarea cu italienii a devenit inevitabilă. Ras Alula a coborât prin Ghinda'e în direcția Sahati (Saati).Artileria italiană a  ripostat printr-un atac cu proiectile care au provocat pierderi etiopienilor. Ei au tras și la rândul lor rănind patru italieni, apoi s-au retras. La 24 ianuarie 1887 un regiment de italieni condus de maiorul Boretti a sosit pentru a întări pozitiile conaționalilor lor din Dogali. Dar au căzut într-o ambuscadă etiopiană, fiind nimiciti aproape în întregime de oastea mult superioara numeric a lui Alula.  Din 500 luptători italieni au rămas doar 80 care au reușit să fugă. În această batalie de la Dogali au căzut 22 ofițeri italieni de elită, inclusiv coordonatorul forțelor italiene, colonelul Tommaso de Cristoforis. Alula s-a îndreptat spre nord către Sahati, unde cele două tabere - etiopiană și italiană, aveau acum forțe egale. Tocmai când situația etipienilor părea să se degradeze, a sosit în zonă o oaste etiopiană însemnată, condusă de împărat care a nimicit unitățile italiene. Sahati a rămas sub control etiopian. Generalul Gené a oferit lui Alula o cantitate de puști în schimbul eliberării contelui Salimbeni, fapt pentru care a fost înlocuit cu predecesorul său, colonelul Saletta, devenit general.  
în 1886-1887 oamenii lui Alula au săvârșit  măceluri în masă în rândurile populației nilotice locale kunama.

### Bătălia de la Matamma (sau Gallabat)
Italia a trimis în regiune o nouă forță militară importantă condusă de generalul San Marzano și a obținut colaborarea regelui Menelik din Shewa, care s-a răsculat iarăși contra lui Yohannes al IV-lea. Amenințarea mahdistă rămânea si ea încă la ordinea zilei. Dervișii sudanezi au efectuat o incursiune în Etiopia, în regiunea locuită de poporul Amhara, în Gondar, unde au incendiat capitala istorică. Împăratul a suferit în această perioadă pierderea fiului său, prințul moștenitor Ras Araya Selassie, și avea frecvent stări de depresie.
El a ales să se înfrunte mai întâi cu musulmanii. Împăratul și Ras Alula au fost implicați în acea perioadă și în ostilități și acte de represalii contra triburilor Amhara din Gojjam, coalizate cu italienii. Plana pericolul unui război civil între etiopieni. Înainte de a porni campania, Yohannes, care voia să evite un război cu Menelik, i-a poruncit lui Ras Alula să părăsească Asmara pentru a i se alătura în lupta cu invadatorii musulmani. Alula a abandonat Asmara la 23 aprilie 1888 și s-a retras la Aduwa. La 2 martie 1889, împăratul a intrat la Matamma în luptă cu mahdiștii comandați de Zeki Tumal, dar a fost rănit mortal de un glonte. Trupul său a căzut în mâinile mahdiștilor, care l-au decapitat. Cu sprijinul lui Menelik, italienii au profitat de ocazie și au pus stăpânire pe Asmara și împrejurimile de pe coasta Mării Roșii. La 1 ianuarie 1890, ei au proclamat în acest teritoriu întemeierea coloniei italiene Eritreea.
Yohannes al IV-lea îl declarase moștenitor pe nepotul său de frate, Ras Mengesha Yohannes, care de fapt era fiul său biologic, și l-a rugat pe Ras Alalu să-l ajute pe acesta să-și apere tronul. Împrejurările grele, pagubele mari suferite de nordul Etiopiei în urma războiului cu mahdiștii, căderea provinciei tigre Merb Melesh în mâinile italienilor și o secetă grea (Kefu Ken - „Vremea cea rea”) care lovise de asemenea nordul țării l-au impiedicat pe Mengesha Yohannes să reziste cu succes în fața lui Menelik. Aflând știrea despre moartea lui Yohannes al IV-lea la 10 martie 1889, Menelik s-a proclamat împărat și după câteva săptămâni a obținut recunoașterea autorității sale pe tot cuprinsul imperiului. După ce s-a încoronat, a semnat tratatul de la Wuchale cu Italia. Etiopia a recunoscut prin acest acord toate cuceririle italiene de pe teritoriul ei.
Între timp, Ras Afula s-a aflat izolat în Tigray, lipsit de patronul său și de baza puterii sale, care fusese cotropită de italieni.
Italienii și aliații lor locali au reocupat Keren, unde vechiul dușman al lui Ras Afula, Balambras Kafel, a înălțat în iulie 1889 steagul Italiei. O garnizoană italiană a fost postată acolo după un an, iar la 3 august 1890 italienii au intrat în Asmara.

### Acordul de la Wuchale (1889) și bătălia de la Adwa (1895)
Așa numitul Acord de la Wuchale din 2 mai 1889 a stabilit frontierele coloniei Eritreea înființate de italieni de-a lungul Coastei Mării Roșii. Prin acest acord, Menelik a fost nevoit să accepte ocuparea de către italieni a districtelor Begos, Hamasien, Akele Guzay, Seraya și părți din provincia Tigray.
Acordul prevedea recunoașterea lui Menelik al II-lea ca împărat și înzestrarea lui cu puști. Italienii au indus în eroare partea etiopiană incluzând, între altele, o referire la Etiopia ca la un protectorat italian (paragraful XVII în versiunea italiană, fiind diferit de versiunea amharică). De aceea tratatul de la Wuchale a rămas ca pildă a uneia din cele mai mari infamii în relațiile internaționale. În același timp, italienii nu au pus capăt expansiunii lor spre vest în provincia Tigray, nu numai spre Teseney și Agordat, dar ci și spre capitala tigray, Adwa. Văzând aceasta, la 12 februarie 1893, Menelik a anulat unilateral tratatul și a apelat la mobilizare în toate provinciile. Pretutindeni apelul său a fost urmat, inclusiv în provinciile din nord, dominate de rivalii săi tradiționali. Între timp, în decembrie 1894, generalul italian Baratieri a proclamat anexarea Aduei și a Aksumului.
Ostilitățile dintre forțele italiene care ajunseseră la un număr de 20.000 de militari, și cele etiopiene (90.000 luptători, dintre care 20.000 fără arme moderne) s-au reluat la 7 decembrie 1895. Ras Alula a luat parte la o parte din luptele victorioase cu italienii la Amba Alaghe, apoi la Mekele.
Ajuns în zona de conflict, împăratul Menelik a împărțit armata în mai multe sectoare. În tabăra lui Ras Alula, situată la înălțime, în afara razei de observație a italienilor, au fost incluse trupele lui Alula, ale prințului Mengeshe Yohannes și ale altor doi principi (Ras), Ras Mikael din Wollo cu cavaleria sa și Ras Makonnen Woldemikael. Cercetașii trimiși de Alula, i-au raportat lui și împăratului că de Adwa se apropia pe furiș o oaste italiană, venită pe o cale lăturalnică din Enticho. Menelik a trimis în calea ei forțele conduse de Alula și Ras Mengesha Yohannes, care erau postați în stânga frontului, pe înălțimile Adi Abune, unitățile de cavalerie conduse de Ras Mikael din Wollo, de asemenea pe Ras Makonnen Woldemikael, și călăreți oromo. Acestora li s-au alăturat și forțe sub conducerea lui Ras Sebhat și Dejazmach Hagos Tafari. Etiopienii i-au atacat pe italieni prin surprindere la Aduwa. Alula a primit misiunea de a veghea trecătoarea Gasgori și de a bloca sosirea de întăriri italiene dinspre Adi Quala. În bejenia lor din fața lui Ras Alula, italienii au dat de armata împăratului. Alula a trimis împăratului și pe călăreții oromo ca întărire. Bătălia de la Aduwa din 1 martie 1896 s-a încheiat cu victoria etiopienilor și cu fuga italienilor din regiune.

### Sfârșitul
După bătălia de la Aduwa, Ras Alula a fost reabilitat de împărat și a crescut în ochii principilor tigre, fiind loial guvernatorului din Tigray, Ras Mengeshe Mikael. Ulterior, la 15 ianuarie 1897 a dus lupte cu vechiul său dușman, Ras Hagos din Tembien, pe care l-a învins. Hagos însuși a fost ucis în luptă iar Alula a fost rănit de o armă de foc la picior. El a murit la rândul lui pe data de 15 februarie 1897, ca urmare a complicațiilor rănii.

## In memoriam
- În timpul dictaturii lui Mengistu Haile Mariam a fost inaugurat un monument în memoria lui Ras Alula și a soldaților eroi de la Dogali.
- Unitatea Ihadg a Frontului Popular de Eliberare Tigre care a ocupat Addis Abeba și a înlăturat de la putere regimul DERG-ului, s-a numit „Brigada Ras Alula”.
- Numele lui Ras Alula a fost dat aeroportului internațional de la Mek'ele - Aeroportul internațional Alula Abba Nega.

La Mek'ele se află și o statuie ecvestră a lui Ras Alula.
- Istoricul Richard Pankhurst care a studiat istoria Etiopiei și-a numit fiul Alula Pankhurst.

## Figura sa în media artistică
- Poezii și cântece populare au fost compuse în memoria sa și a victoriilor sale
- Mammo Wudeneh (1931-2012) a scris o piesă despre Ras Alula
- Scriitorul italian Luigi Gualtieri a scris, cu o intrigă imaginară, romanul „Fiica lui Ras Alula sau nopțile abisiniene” (1888), după care A.Casteletto, tot în 1888, a scris piesa „Fiica lui Ras Alula”.